# Ross 248

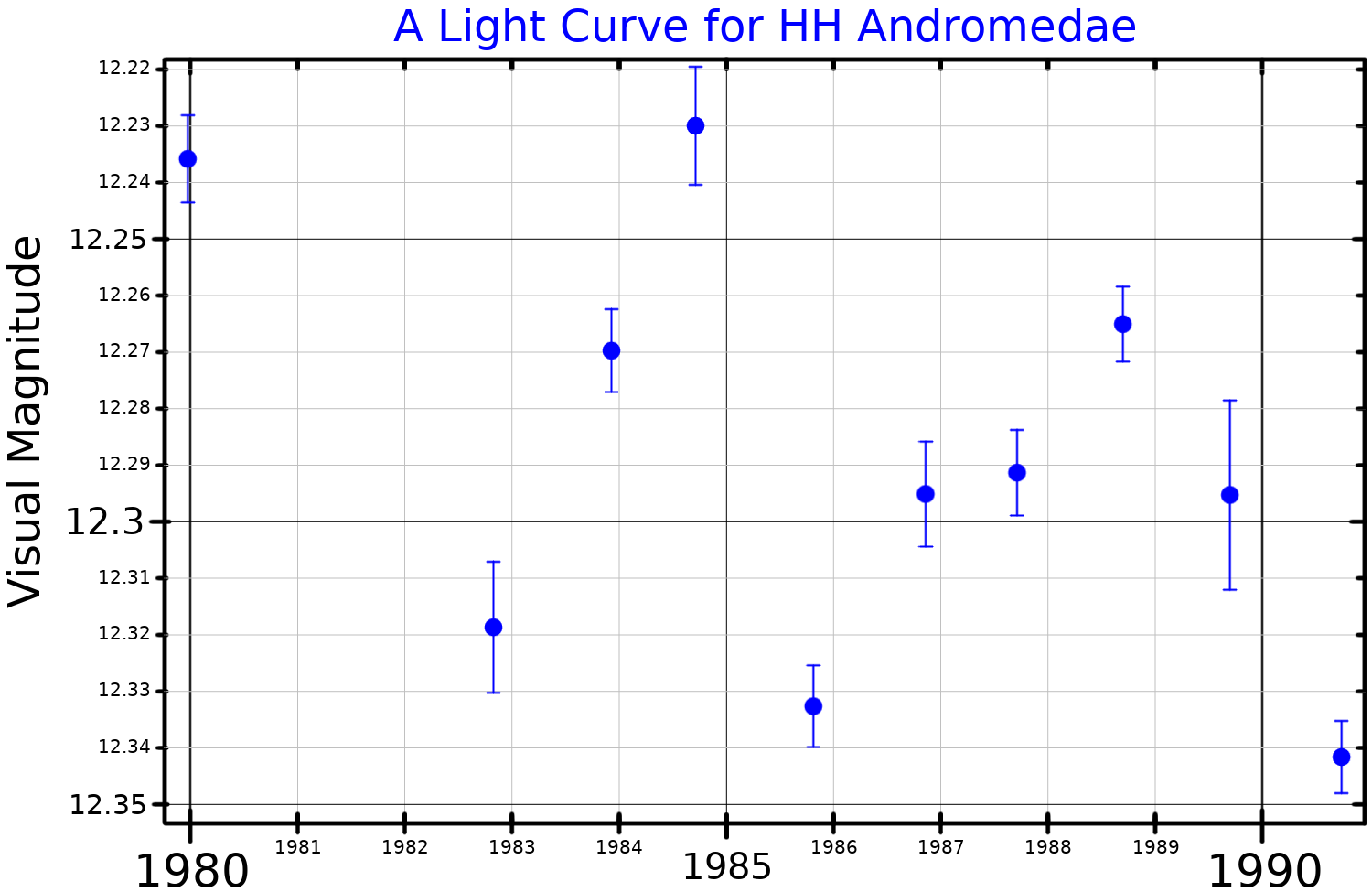
Lichtkromme van Ross 248

Ross 248 (HH Andromedae) is een rode dwerg (spectraalklasse M5.0V) op 10,31 lichtjaar van de zon. Het is een BY Draconis-veranderlijke ster.
De rode dwerg zal de zon op 3 lichtjaar passeren over 36.000 jaar. Over 40,000 jaar zal Voyager 2 Ross 248 passeren op een afstand van 1,7 lichtjaar.
De naam van de ster verwijst naar een catalogus van sterren met grote eigenbeweging van Frank Elmore Ross uit 1926.

## Bron
- (en)  "The Close Approach of Stars in the Solar Neighborhood". Quarterly Journal of the Royal Astronomical Society 35 (1): 1. Bibcode:1994QJRAS..35....1M.